# Scambos Glacier
Scambos Glacier är en glaciär i Antarktis. Den ligger i Västantarktis. Inget land gör anspråk på området. Scambos Glacier ligger 106 meter över havet.
Terrängen runt Scambos Glacier är huvudsakligen platt, men söderut är den kuperad. Trakten är obefolkad. Det finns inga samhällen i närheten.